# Jermain Defoe
Jermain Colin Defoe, OBE (* 7. Oktober 1982 in Newham, London) ist ein ehemaliger englischer Fußballspieler. Bekannt wurde der Stürmer vor allem als langjähriger Torjäger von Tottenham Hotspur, wo er mit Unterbrechung von 2004 bis 2014 spielte und 143 Pflichtspieltreffer erzielte. Dazu kommt er seit 2004 in der englischen A-Nationalmannschaft zum Einsatz, schoss in 57 Länderspielen 20 Tore und stand sowohl bei der WM 2010 in Südafrika als auch bei der Euro 2012 in Polen und der Ukraine im Kader der „Three Lions“.

## Verein

### Die ersten Schritte (bis 1999)
Defoe wurde in der britischen Hauptstadt London im Stadtbezirk Newham als Sohn karibischer Eltern geboren. Sein Vater stammt aus Dominica, seine Mutter aus St. Lucia. Defoe wuchs in einer Sozialsiedlung in einfachen Verhältnissen bei seiner Mutter auf. Er besuchte die katholische Gesamtschule St. Bonaventure und machte seine ersten fußballerischen Schritte bei dem renommierten Jugendklub Senrab FC, der auch weitere hochkarätige Spieler wie John Terry, Ledley King und Sol Campbell hervorbrachte. Im Alter von 14 Jahren schloss sich Defoe der Jugend von Charlton Athletic an. Während der circa dreijährigen Zeit dort eilte ihm aufgrund seiner enormen Schnelligkeit und der zahlreichen Tore, die er schoss, ein Ruf als „kommender Star“ voraus. Dazu wurde er auch an der nationalen Akademie des englischen Fußballverbands ausgebildet.
Ohne auch nur ein einziges offizielles Spiel für Charlton bestritten zu haben, setzte 1999 ein Wettbieten um das Talent Defoe ein und letztlich bot ihm West Ham United erfolgreich ein Stipendium an der vereinseigenen „Academy of Football“ an – wobei eine nicht unerhebliche Ausbildungsentschädigung an Charlton gezahlt werden musste.

### West Ham United (1999–2004)
Defoe zählte zu den Leistungsträgern in der Jugendmannschaft von West Ham United, die in der Saison 1999/2000 den Titel in der Premier Academy League gewann. Im Jahr darauf debütierte er in der ersten Mannschaft und schoss am 19. September 2000 nur wenige Minuten nach seiner Einwechslung im Ligapokal gegen den FC Walsall den 1:0-Siegtreffer. Im Monat darauf wurde er für nahezu den Rest der Spielzeit an den Drittligisten AFC Bournemouth ausgeliehen, wo er erfolgreich Spielpraxis sammelte. In sämtlichen seiner ersten zehn Ligaeinsätzen gelang ihm mindestens ein Tor, wodurch der Klub fast noch um die Aufstiegsplätze mitgespielt hätte. Letztlich kehrte er nach 19 Pflichtspieltreffern für die „Cherries“ zu West Ham zurück und am letzten Spieltag debütierte er beim 1:2 beim FC Middlesbrough noch in der Premier League.
In der Spielzeit 2001/02 kam er regelmäßiger zum Einsatz und wenngleich häufig nur eingewechselt, schoss er vierzehn Tore, wobei vor allem sein Siegtreffer zum 1:0 in Old Trafford gegen Manchester United Aufmerksamkeit erregte. Mit elf Pflichtspieltreffern in der Saison 2002/03 war Defoe dann Toptorjäger der „Hammers“ und obwohl mit rund 1,70 Meter nicht gerade groß gewachsen, behauptete er sich auch im Sturmzentrum immer besser. Letztlich konnte er aber den Abstieg in die zweite Liga nicht verhindern und mit seinem unmittelbar danach geäußerten Wunsch, den Verein verlassen zu wollen, machte er sich beim eigenen Anhang wenig beliebt. Letztlich kam man seiner Bitte direkt auch nicht nach, aber nach 15 Toren in 22 Spielen war offensichtlich, dass Defoe „zu gut für die zweite Liga“ war. Dazu äußerte sich bei ihm ein gewisser „Frust“, der sich in drei roten Karten innerhalb von nur zehn Zweitligapartien äußerte. Kurz darauf wurde er „erlöst“ und am 2. Februar 2004 wechselte er für eine Ablösesumme von sieben Millionen Pfund zu Tottenham Hotspur, wodurch auch der Transfer von Bobby Zamora in die entgegengesetzte Richtung ermöglicht wurde.

### Tottenham Hotspur, mit Unterbrechungen (2004–14)
Tottenhams Trainer David Pleat empfing den englischen U-21-Nationalstürmer mit großen Vorschusslorbeeren. Bereits bei seinem Debüt gegen den FC Portsmouth (4:3) gelang Defoe ein Tor und im weiteren Saisonverlauf fügte er noch sechs weitere Treffer hinzu. Nach seiner Beförderung in die englische A-Nationalmannschaft wurde schnell über einen weiteren Wechsel zu einem der wirtschaftskräftigeren Konkurrenten – vor allem zum „neureichen“ FC Chelsea – spekuliert, aber mit der Unterzeichnung eines langfristigen Vertrags im April 2005 endeten die Mutmaßungen. Trotz seiner insgesamt 22 Pflichtspieltore in der Saison 2004/05 hatte er jedoch immer wieder damit zu kämpfen, gute Leistungen auf konstantem Niveau zu zeigen und so ließ der neue Trainer Martin Jol ihn häufig außen vor und vertraute stattdessen in der Offensive auf Robbie Keane und Mido. Zwar stand er noch in 23 Premier-League-Partien in der Startelf, aber dieser Mangel an Spielpraxis war mitentscheidend dafür, dass er in der englischen Nationalmannschaft in der Hackordnung zurückfiel und an seiner statt Peter Crouch und Theo Walcott als Stürmer zur WM-Endrunde 2006 nach Deutschland fuhren. In der anschließenden Saison 2006/07 spielte Defoe weiter hinter Keane die „zweite Geige“, aber bei einer längeren Verletzungspause des Iren hatte er einen guten Lauf in der Offensive im Zusammenspiel mit dem bulgarischen Neuzugang Dimitar Berbatow – wenngleich immer wieder negativ auffiel, dass er übermäßig in die „Abseitsfalle“ tappte. Die Verpflichtung des neuen Stürmers Darren Bent läutete Defoes vorläufiges Ende in Tottenham ein und so wechselte er für neun Millionen Pfund Ende Januar 2008 – am letzten Tag der Wintertransferperiode – nach einem halben Jahr vorwiegend als Einwechselspieler zum Erstligakonkurrenten FC Portsmouth, der von Harry Redknapp trainiert wurde und unter dem Defoe wiederum in West Ham den sportlichen Durchbruch gefeiert hatte.

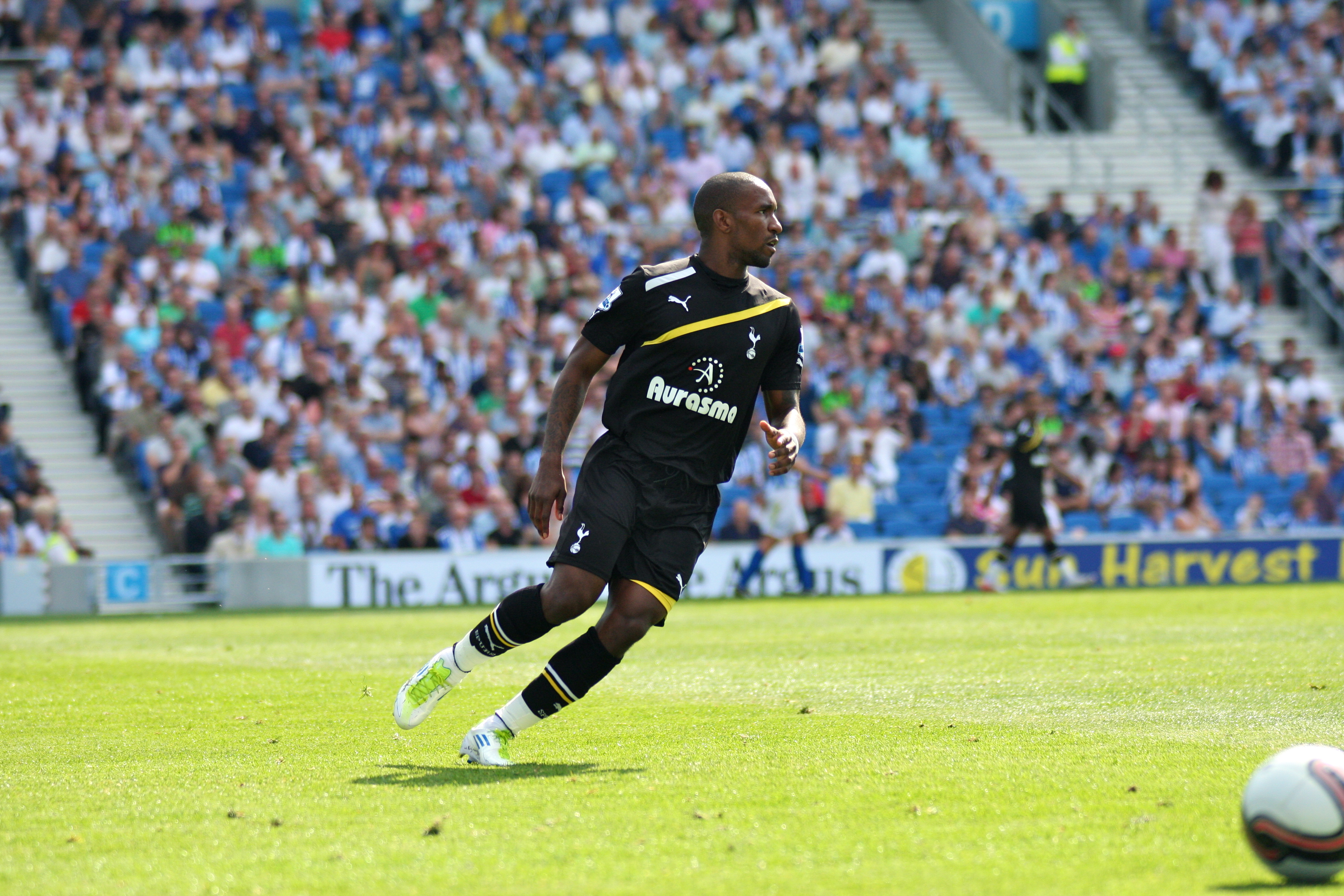
Jermain Defoe, 2011

Wie bei West Ham, Bournemouth und Tottenham schoss Defoe auch in Portsmouth bei seinem Debüt gegen den FC Chelsea (1:1) ein Tor. Mit weiteren Treffern bei den nächsten vier Heimspielen brach er den Vereinsrekord von Alan Biley aus der Saison 1982/83. Während dieser Zeit gewann sein Exklub den Ligapokal und das siegreiche Finale verpasste er damit ebenso wie für Portsmouth das Endspiel im FA Cup, da er für diesen Wettbewerb keine Spielberechtigung hatte. Im folgenden Jahr startete er mit zehn Toren aus 22 Spielen, bildete oft mit Peter Crouch ein Sturmduo und kehrte dann Anfang Januar 2009 zu den „Spurs“ für 15 Millionen Pfund zurück. Dabei folgte er seinem Trainer Redknapp, der im Oktober zuvor die Geschicke des Klubs übernommen hatte und gleich bei seinem zweiten Auftritt schoss er ein Tor zum 1:1 gegen den Ex-Klub aus Portsmouth. Kurz darauf verletzte er sich den Mittelfuß und erst in der Schlussphase der Saison 2008/09 feierte Defoe sein Comeback. Zuvor hatte er beim Ligapokalfinale von Tottenham, das gegen Manchester United verloren ging, ein weiteres Mal nur zuschauen können. Das bis dahin ertragsreichste Jahr seiner Karriere durchlebte Defoe in der Saison 2009/10. Vor allem zu Beginn konkurrierte er um die vorderen Plätze im Kampf um die Torjägerkanone in der Premier League und obwohl seine Quote zum Ende etwas abfiel, standen am Ende 24 Pflichtspieltreffer (davon 18 in der Liga zu Buche). Am 22. November 2009 erzielte er beim 9:1-Kantersieg gegen Wigan Athletic fünf Tore und war damit der erste fünfte Spurs-Spieler in der Vereinsgeschichte, dem das gelang (in Bezug auf die Liga sogar erst der dritte) – dazu schoss er Hattricks gegen Hull City und Leeds United.
Im September 2010 zog sich Defoe eine Knöchelverletzung zu, musste über weite Strecken der Saison 2010/11 pausieren und kam lediglich auf vier Tore in der Premier League. Zwar erreichte er in den beiden folgenden Jahren wieder zweistellige Torausbeuten, aber häufig stand er nicht mehr in der Startelf. Während der Spielzeit 2013/14 musste er im 4-5-1-System des neuen Trainers André Villas-Boas mit Roberto Soldado als einziger Sturmspitze nur zuschauen. Auch unter Tim Sherwood, der Emmanuel Adebayor als Sturmpartner für Soldado bevorzugte, verbesserte sich die Perspektive nicht und so ließ ihn Tottenham zu Jahresbeginn 2014 zum kanadischen FC Toronto in die nordamerikanische Major League Soccer (MLS) wechseln – vor Beginn der MLS-Saison wurde er noch einmal für zwei Spiele an Tottenham zurückverliehen. Im Verlauf seiner Karriere hatte Defoe am Ende 143 Pflichtspieltore für Tottenham angesammelt.

### Jüngste Entwicklungen (seit 2014)

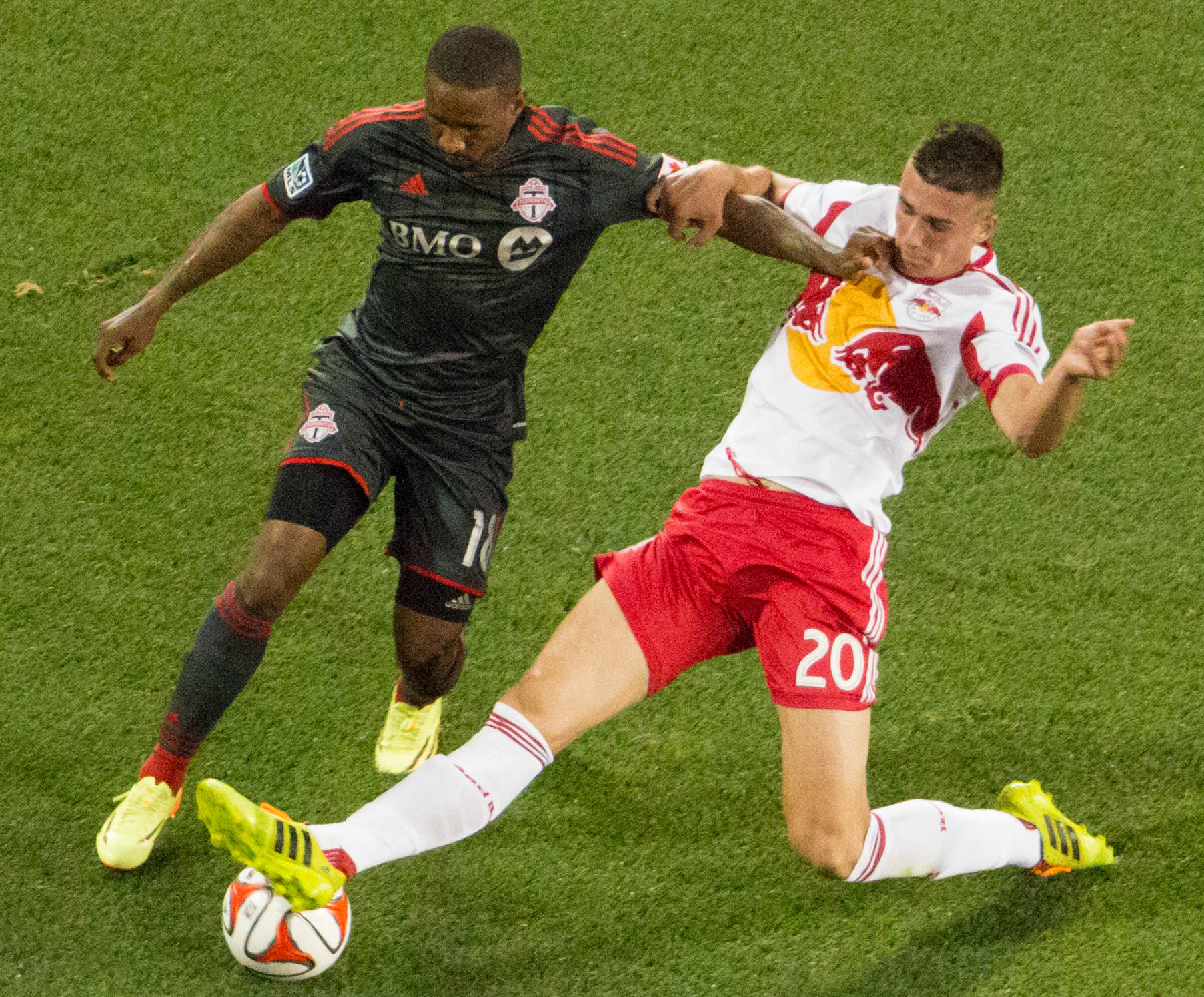
Jermain Defoe (links) im Trikot des Toronto FC

Der Vertrag war in Toronto auf vier Jahre befristet und sah ein wöchentliches Salär vor, das sich leistungsabhängig zwischen 68.000 und 90.000 Pfund bewegte. Trainer bei dem kanadischen Klub war mit Ryan Nelsen Defoes ehemaliger Mannschaftskamerad bei den Spurs und am 15. März 2014 erzielte der Neuling zwei Tore gegen die Seattle Sounders (2:1). Im Verlauf des Jahres zeigte er mit elf Toren in den ersten 16 Spielen eine gute Trefferquote, aber Nelsens Entlassung Ende August 2014 sorgte dafür, dass auch die teure Personalie Defoe auf den Prüfstand geriet. Im Januar 2015 erklärte sich letztlich der AFC Sunderland dazu bereit, Defoe die Rückkehr in die Premier League zu ermöglichen. In Sunderland hatte der Verein ein ernstes Problem mit der Offensivstärke und nur Aston Villa hatte zu dem Zeitpunkt weniger Tore geschossen. Dazu konnte man den US-Amerikaner Jozy Altidore im Tausch nach Toronto ziehen lassen, nachdem dieser in Sunderland nicht die Erwartungen erfüllt hatte und in der MLS einen Neuanfang anstrebte.
Defoe unterzeichnete in Sunderland einer Dreieinhalbjahresvertrag und nach dem Einstand gegen den Ex-Klub aus Tottenham (1:2) gelang ihm bei seinem nächsten Premier-League-Einsatz gegen den FC Burnley (2:0) das erste Tor für die „Black Cats“. Anfang April 2015 schoss er im Derby gegen Newcastle United das einzige Tor und mit seinem vierten Saisontor einen Monat später den FC Everton (2:0) half er dem Verein dabei, die Abstiegsränge zu verlassen. Auch in der Spielzeit 2015/16 entwickelte er sich zu einem wichtigen Torschützen für Sunderland und er erreichte eine zweistellige Ligatorausbeute. In der Saison 2016/17 war er mit 15 Toren der erfolgreichste Torschütze seines Vereins, der am Saisonende als Tabellenletzter in die Football League Championship abstieg. Defoe wechselte daraufhin ablösefrei zu seinem Ex-Club AFC Bournemouth.
Im Januar 2019 wurde Defoe für 18 Monate an die Glasgow Rangers nach Schottland verliehen.

## Nationalmannschaft
Defoe war zwischen 2001 und 2003 bereits in 23 U-21-Länderspielen für England unterwegs gewesen, in denen er sieben Tore geschossen hatte. In der A-Nationalmannschaft gab er am 31. März 2004 unter Trainer Sven-Göran Eriksson bei der 0:1-Niederlage im Freundschaftsspiel gegen Schweden per Einwechslung für Darius Vassell sein Debüt und sechs Monate später erzielte er in der WM-Qualifikation gegen Polen seinen ersten Treffer für die „Three Lions“. In der Folgezeit war Defoe regelmäßiger Bestandteil der englischen Mannschaft, aber Rückschläge in der Saison 2005/06 sorgten dafür, dass er zur Überraschung der Experten nicht im englischen Kader für die WM-Endrunde 2006 in Deutschland stand. Zwar war er Teil der vorläufigen Nominierungsliste und auch bei der Vorbereitung dabei, aber Eriksson bevorzugte letztlich den kurz zuvor noch verletzten Wayne Rooney, den als fragil eingestuften Michael Owen sowie sensationell den Newcomer Theo Walcott.

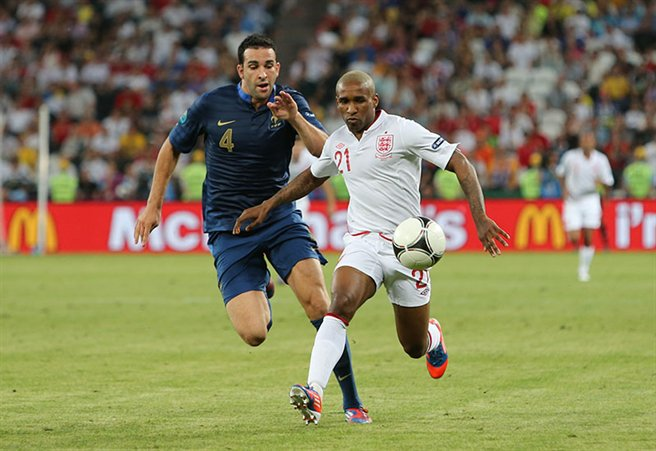
Jermain Defoe bei der Euro 2012

Nach der verpassten Qualifikation für die Euro 2008 unter Eriksson Nachfolger Steve McClaren, als Defoe wieder Berücksichtigung fand, hatte er unter Fabio Capello wieder einen etwas schwereren Stand, da Capello ebenso missfiel, dass Defoe nicht regelmäßig im Verein in der Startelf stand. Kurz nach seinem Wechsel nach Portsmouth profitierte er dann von der Verletzung von Gabriel Agbonlahor und spielte sich fortan wieder in Capellos Fokus. Bei der WM 2010 in Südafrika absolvierte er dann drei Partien und sorgte mit dem einzigen englischen Stürmertor zum 1:0-Sieg gegen Slowenien für den Einzug ins Achtelfinale. Nach dem Turnier erzielte er in einem Qualifikationsspiel gegen Bulgarien einen Hattrick.
Nach einer weiteren Endrundenteilnahme bei der Euro 2012 in Polen und der Ukraine, bei der ihm mit nur einer Einwechslung im ersten Gruppenspiel eine Nebenrolle zufiel, verschlechterten sich seine Perspektiven weiter und zu seiner Enttäuschung wurde er nicht für die WM 2014 in Brasilien nominiert. Zuvor hatte er im November 2013 sein 55. A-Länderspiel und somit bisher letztes absolviert, wobei er gerade einmal in insgesamt 21 Partien in der Startelf gestanden hatte.
Am 16. März 2017 feiert er sein Comeback im Kader der A-Nationalmannschaft für die Länderspiele gegen Deutschland am 22. März 2017 und gegen Litauen am 26. März 2017. Defoe profitierte von den Ausfällen der Offensivkräfte Wayne Rooney, Daniel Sturridge und Harry Kane.

## Titel/Auszeichnungen
- Fußballer des Monats (1): August 2009
- Premier Academy League (1): 2000